# Mrežica
Mrežica je naselje v občini Bileća, Bosna in Hercegovina. 

## Deli naselja
Mrežica.

## Prebivalstvo
| Pregled števila prebivalcev po letih | Pregled števila prebivalcev po letih | Pregled števila prebivalcev po letih | Pregled števila prebivalcev po letih | Pregled števila prebivalcev po letih | Pregled števila prebivalcev po letih |
| ------------------------------------ | ------------------------------------ | ------------------------------------ | ------------------------------------ | ------------------------------------ | ------------------------------------ |
| 1948                                 | 1953                                 | 1961                                 | 1971                                 | 1981                                 | 1991                                 |
| -                                    | -                                    | -                                    | 194                                  | 173                                  | 203                                  |

| Narodna sestava prebivalstva po letih                                                                                        | Narodna sestava prebivalstva po letih                                                                                       | Narodna sestava prebivalstva po letih                                                                                       |
| --- | --- | --- |
| 1971 | 1981 | 1991 |
| . skupaj: 194 Srbi 161 (82,98 %) Hrvati 0 (0,00 %) Muslimani 0 (0,00 %) Jugoslovani 0 (0,00 %) drugi in neznano 33 (17,01 %) | . skupaj: 173 Srbi 159 (91,90 %) Hrvati 0 (0,00 %) Muslimani 0 (0,00 %) Jugoslovani 11 (6,35 %) drugi in neznano 3 (1,73 %) | . skupaj: 203 Srbi 187 (92,11 %) Hrvati 0 (0,00 %) Muslimani 0 (0,00 %) Jugoslovani 0 (0,00 %) drugi in neznano 16 (7,88 %) |